# Salva

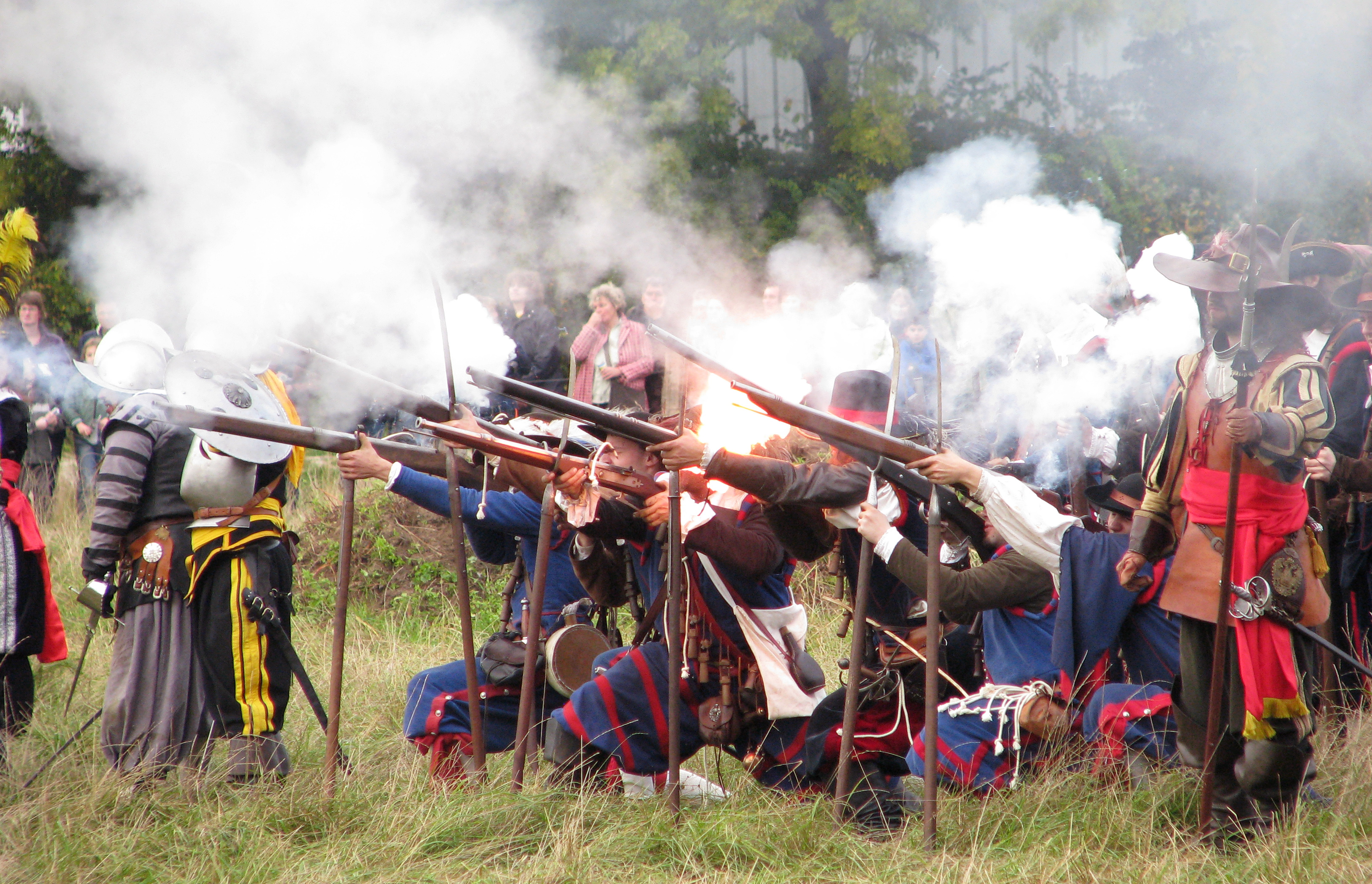
Mušketýři stříleji salvou ze svých mušket

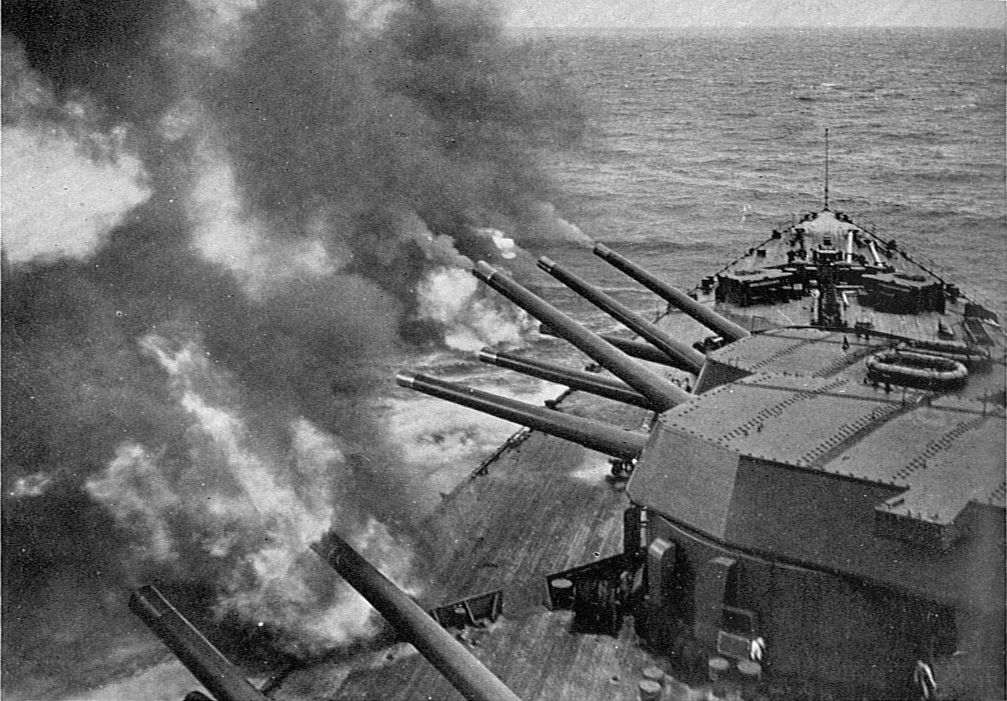
Britská bitevní loď HMS Rodney střílí salvu ze všech svých 406mm děl

Salva je současný výstřel z několika zbraní stejného druhu. Může se jednat o dělostřeleckou salvu či o salvu z palných nebo i některých raketových zbraní. Je používána jak ve vojenství, tak i při různých ceremoniálech, například na vojenských pohřbech (čestná salva). Rovněž vyřazovaná vojenská technika někdy při závěrečné ceremonii symbolicky vystřelí svou poslední salvu.
U válečných lodí byla jedním z poměřovaných parametrů velikosti výzbroje tzv. hmotnost (váha) boční salvy, jež určovala celkovou hmotnost vystřelených projektilů během jedné boční salvy lodě.